# Гонтарь, Николай Павлович
Никола́й Па́влович Гонта́рь (29 апреля 1949, Владивосток, РСФСР, СССР) — советский футболист, вратарь. Игрок сборной СССР. Мастер спорта (с 1973), заслуженный тренер РСФСР (1990).

## Биография
Воспитанник футбольных школ «Динамо» и «Луч» (обе — Владивосток) — 1963—1966 годы. Первые тренеры Г. А. Мелков, В. Г. Саенко и Б. В. Ярошенко.
В 1977 году окончил Дальневосточный технологический институт и в 1986 году — Высшую школу тренеров. Имеет высшее физкультурное образование.
В декабре 2005 получил тренерскую категорию А (лицензия ФИФА).

## Карьера игрока
- 1967—1971 гг. — «Луч» (Владивосток)
- 1972—1984 гг. — «Динамо» (Москва) (дебют 09.08.1972. СКА (Ростов-на-Дону) 3:0).
- 1972 г. — молодёжная сборная СССР (1 матч).
- 1976 г. — вторая сборная СССР (1 матч).
- 1976—1979 гг. — сборная СССР (12 матчей, −10 мячей).
- 1979 г. — олимпийская сборная СССР (4 матча).

## Тренерская карьера
- 1986 (июль) — 1987 — начальник команды «Динамо-2» (Москва).
- март 1988—2012 — тренер вратарей «Динамо» (Москва).
- 1995  — главный тренер «Динамо»-д (Москва)
- 2015—2017 — тренер «Динамо» (Москва).

По состоянию на июль 2018 — главный тренер футбольной академии им. Л. И. Яшина.

## Достижения
В качестве тренера:
- Серебряный призёр чемпионата России: 1994.
- Бронзовый призёр чемпионата СССР: 1990.
- Бронзовый призёр чемпионата России (3): 1992, 1993, 1997, 2008.
- Обладатель Кубка России 1995.
- Победитель Первенства ФНЛ: 2016/17.

В качестве игрока:
- Чемпион СССР: 1976 (весна)
- Бронзовый призёр чемпионата СССР: 1975

Личные:
- В списке «33-х лучших футболистов страны»: № 2 — 1976.